# Czarnolas-Kolonia
Czarnolas-Kolonia (prononciation : [t͡ʂarˈnɔlas kɔˈlɔɲa]) est un village polonais de la gmina de Policzna dans le powiat de Zwoleń de la voïvodie de Mazovie dans le centre-est de la Pologne.
Il se situe à environ 12 kilomètres au nord-est de Zwoleń (siège du powiat) et 99 kilomètres au sud-est de Varsovie (capitale de la Pologne).
Le village compte approximativement 190 habitants en 2006.

## Histoire
De 1975 à 1998, le village appartenait administrativement à la voïvodie de Radom.